# Окуля
Оку́ля — река в России, протекающая по Нижнеколымскому району Якутии. Правый приток реки Большой Хомус-Юрях (бассейн Восточно-Сибирского моря). Длина реки составляет 204 км. Площадь водосборного бассейна — 1420 км².
Река берёт начало на небольшой возвышенности к востоку от кряжа Суор-Уято на высоте более 80 метров над уровнем моря. В верховьях течёт на север, затем поворачивает на северо-запад. В среднем и нижнем течении меандрирует. В ландшафте преобладает арктическая тундра, русло часто заболочено. Впадает в Большой Хомус-Юрях в 138 км от его устья по правому берегу на высоте 2 м над уровнем моря. Ширина в нижнем течении — 30-32 м при глубине 1 м; скорость течения в низовьях составляет 0,5 м/с. Населённых пунктов на реке нет. Основной приток — река без названия длиной 60 км, впадает по левому берегу.

## Данные водного реестра
По данным государственного водного реестра России и геоинформационной системы водохозяйственного районирования территории РФ, подготовленной Федеральным агентством водных ресурсов:
- Бассейновый округ — Ленский
- Речной бассейн — Алазея
- Речной подбассейн — нет
- Водохозяйственный участок — Реки бассейна Восточно-Сибирского моря (включая реку Алазея) от границы бассейна реки Индигирка на западе до границы бассейна реки Колыма на востоке
- Код водного объекта — 18060000112117700071283